# 松下晃子
松下 晃子（まつした あきこ、1963年7月22日 - ）は、日本の元女子バレーボール選手。

## 来歴
兵庫県神戸市出身。兵庫県立夢野台高等学校を経て、1982年、日本リーグのユニチカ（当時）に入部。
1986年から4年間、チームの主将を務めた。1989年、全日本に選出され、同年のワールドカップに出場。1990年、第23回日本リーグではチーム準優勝に大きく貢献し、自らも敢闘賞、ベスト6に輝いた。
1990年に現役を引退し、カリフォルニア大学へ留学。1997年から2000年まで、デンソーのトレーナーを務めた。

## 人物・エピソード
- 「性格は自分でもわからない。四重人格かも」と自己分析している。
- ユニチカ監督の吉田国昭は、「攻撃、ブロックの要で、松下のブロック力がチームの勝敗を決する」と評している。

## 球歴
- 所属チーム履歴

神戸市立須佐野中学校 → 兵庫県立夢野台高等学校 → ユニチカ（1982年 - 1990年）
- 全日本代表 - 1989年
  - ワールドカップ - 1989年
- 受賞歴
  - 1990年 - 第23回日本リーグ 敢闘賞、ベスト6